# Faith Freedom International
Faith Freedom International (FFI) est un site critique de l'islam, qui s'identifie comme "un mouvement mondial d'ex-musulmans" et "ceux qui sont préoccupés par la menace islamique croissante". En outre, il a hébergé un wiki appelé WikiIslam.
Le site web est cité par Richard Dawkins dans l'annexe à son livre The God Delusion, comme l'un des rares sites qui aident les gens à échapper à la religion. La mission de FFI est inclus dans le livre d'Ibn Warraq Leaving Islam. 
Bien que la circulation sur la page a fluctué depuis sa création en juin 2001, selon Alexa, en 2003 a été l'un des 10 000 hits, et en 2006 l'un des 50 000 sites les plus visités sur l'internet, sa position en 2011 est 33 956e sur la liste des sites les plus visités au monde, et de 686e site le plus visité en Indonésie, pays ayant la plus large population musulmane au monde.[réf. nécessaire]